# چان‌فان
چان‌فان (به ویتنامی: Xã Trần Phán) یک قصبه در ویتنام است که در استان کاماو واقع شده‌است.